# Андрюшкина (приток Печоры)
Андрюшкина — река в России, протекает по Республике Коми. Устье реки находится в 704 км по правому берегу реки Печора. Длина реки составляет 53 км.
С левой стороны впадает река Визуввис.

## Данные водного реестра
По данным государственного водного реестра России относится к Двинско-Печорскому бассейновому округу, водохозяйственный участок реки — Печора от впадения реки Уса до водомерного поста Усть-Цильма, речной подбассейн реки — бассейны притоков Печоры ниже впадения Усы. Речной бассейн реки — Печора.